# Bárcidas
Los Bárcidas fueron una familia noble de la antigua ciudad de Cartago; muchos de sus miembros fueron feroces enemigos de la República romana, como por ejemplo Aníbal, el astuto general que derrotó a los romanos en Cannas. 
‘’Bárcida’’ es una forma adjetival acuñada por los historiadores (como ‘’ramésida’’ o ‘’abbasí’’). El apodo real era ‘’Barca’’ o ‘’Barcas’’, que significaba ‘’’rayo’’ (véase ברק, Baraq en cananita y hebreo, برق, barq en árabe, y palabras similares en otras lenguas semíticas), equivalente por lo tanto al epíteto o sobrenombre Cerauno, común entre muchos comandantes griegos contemporáneos.

## Contexto
Durante el siglo III a. C., los Bárcidas eran una de las familias principales de la oligarquía al mando de Cartago. Dándose cuenta de que la expansión de la república romana en el mar Mediterráneo amenazaba el poder mercantil de Cartago (una talasocracia), lucharon en la primera guerra púnica (264-241 a. C.) y se prepararon para la segunda (218-201 a. C.).
Los Bárcidas fundaron varias ciudades en la península ibérica. Tales fueron Akra Leuke, fundada por Amílcar Barca y ya desaparecida, y otras que aún existen, como las actuales Cartagena (fundada por Asdrúbal el Bello bajo el nombre de Qart Hadasht, más tarde conocida por su denominación romana, Carthago Nova, o ‘’nueva Cartago’’) y Mahón, (fundada por Magón Barca, de cuyo nombre proviene el de la ciudad), que se sumaron a otras ciudades de fundación cartaginesa (por ejemplo, Ibiza). Según alguna leyenda, el nombre de Barcelona traería también causa de los Barca, pero no hay pruebas concluyentes y no se ha demostrado presencia cartaginesa en el llano de Barcelona.

## Miembros de la familia

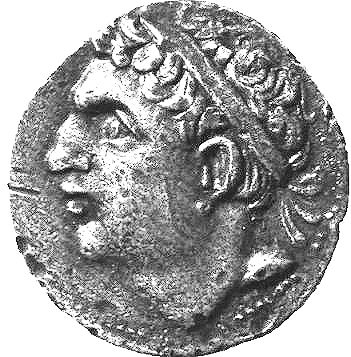
Moneda cartaginesa representando a Asdrúbal Barca (245-207 a. C.), hermano menor de Aníbal Barca (circa 247-182 a. C.).

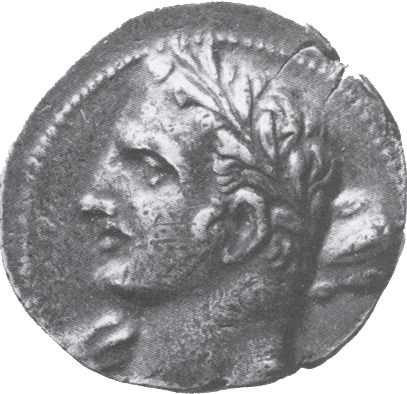
Moneda cartaginesa representando —posiblemente— a Aníbal como Hércules.

Los miembros conocidos de los Barca incluyen a los siguientes.
El patriarca, Amílcar Barca (275-228 a. C.), cumplió servicio como general cartaginés en la primera guerra púnica y la consecuente guerra de los Mercenarios (240-238 a. C.). Se dice que hizo a su hijo Aníbal pronunciar un juramento sagrado sobre un altar erigido a los dioses prometiendo que «jamás sería amigo de Roma». Después de la victoria romana, expandió las posesiones coloniales en Iberia (actuales España y Portugal), donde se ahogó cruzando un río, probablemente el Júcar.
Amílcar y su mujer, de nombre desconocido, tuvieron seis hijos: tres hombres que crecerían para ser líderes militares famosos por sus propios méritos, y tres mujeres que se casaron con aliados de los Bárcidas.
- Su hija mayor (de nombre desconocido), se casó con Bomílcar y fue la madre de Hanno.
- Su segunda hija (de nombre desconocido), se casó con Asdrúbal el Bello.
  - Asdrúbal el Bello (circa 270-221 a. C.), el yerno de Amílcar, siguió a este en la campaña contra la aristocracia gobernante en Cartago al cierre de la primera guerra púnica, y en el subsiguiente proceso conquistador en Iberia. Después de la muerte de Amílcar (228 a. C.), Asdrúbal el Bello le sucedió en el mando y extendió el recién adquirido imperio por medio de una habilidosa diplomacia. Esta fue consolidada con la fundación de Qart Hadasht, estableciéndola como la capital de la nueva provincia cartaginesa en Iberia, y la firma de un tratado con los romanos fijando el río Ebro como la frontera entre los dos poderes. Fue muerto por un asesino celta.
- Su hija menor (de nombre desconocido) se casó con Naravas, un jefe númida. Su supuesto nombre, Salambó, es en realidad el título de un libro de Gustave Flaubert.
- Aníbal (247-182 a. C.), hijo mayor de Amílcar, fue uno de los mejores y más famosos generales y estrategas de la Antigüedad y, presumiblemente, el mayor enemigo de la República romana. Ganó la famosa batalla de Cannas (216 a. C.), pero perdió la crucial batalla de Zama (202 a. C.). Ganó fama popular por atravesar los Alpes con 60 000 soldados y 38 elefantes de guerra.
- Asdrúbal Barca (245-207), el segundo hijo de Amílcar, defendió las ciudades cartaginesas en Iberia cuando Aníbal salió hacia Italia en el 218 a. C. Fue derrotado y muerto en la decisiva batalla del Metauro, en Italia, mientras conducía refuerzos para su hermano en el 207 a. C.
- Magón Barca (243-203 a. C.), el tercer hijo de Amílcar, estuvo presente en la mayoría de batallas de su famoso hermano y jugó un papel clave en muchas de ellas, a menudo comandando las fuerzas que daban el ‘’empuje decisivo’’.